# Ali Jalla Abdul Jalil Shah di Johor
Ali Jalla Abdul Jalil Shah di Johor (... – Kota Batu Sawar, 1597) è stato sultano di Johor dal 1571 al 1597. Sposò Fatima Raja, sorella di Muzaffar II. Alla morte di Muzaffar II gli succedette il figlio Abdul Jalil Shah I. Alla morte di quest'ultimo avvenuta dopo pochi mesi, Ali Jalla Abdul Jalil divenne il nuovo sovrano. Durante il suo regno venne ricostruita la città di Johor Lama che divenne un importante centro di commercio nella penisola malese. Nel 1576 e nel 1578 i portoghesi cercarono di prenderne il controllo del regno ma furono respinti entrambe le volte.